# Mã quốc gia: L
- A
- B
- C
- D–E
- F
- G
- H–I
- J–K
- L
- M
- N
- O–Q
- R
- S
- T
- U–Z

## Lào
| ISO 3166-1 numeric 418        | ISO 3166-1 alpha-3 LAO | ISO 3166-1 alpha-2 LA              | Tiền tố mã sân bay ICAO VL         |
| Mã E.164 +856                 | Mã quốc gia IOC LAO    | Tên miền quốc gia cấp cao nhất .la | Tiền tố đăng ký sân bay ICAO RDPL- |
| Mã quốc gia di động E.212 457 | Mã ba ký tự NATO LAO   | Mã hai ký tự NATO (lỗi thời) LA    | Mã MARC LOC LS                     |
| ID hàng hải ITU 531           | Mã ký tự ITU LAO       | Mã quốc gia FIPS LA                | Mã biển giấy phép LAO              |
| Tiền tố GTIN GS1 —            | Mã quốc gia UNDP LAO   | Mã quốc gia WMO LA                 | Tiền tố callsign ITU XWA-XWZ       |

## Latvia
| ISO 3166-1 numeric 428        | ISO 3166-1 alpha-3 LVA | ISO 3166-1 alpha-2 LV              | Tiền tố mã sân bay ICAO EV       |
| Mã E.164 +371                 | Mã quốc gia IOC LAT    | Tên miền quốc gia cấp cao nhất .lv | Tiền tố đăng ký sân bay ICAO YL- |
| Mã quốc gia di động E.212 247 | Mã ba ký tự NATO LVA   | Mã hai ký tự NATO (lỗi thời) LG    | Mã MARC LOC LV                   |
| ID hàng hải ITU 275           | Mã ký tự ITU LVA       | Mã quốc gia FIPS LG                | Mã biển giấy phép LV             |
| Tiền tố GTIN GS1 475          | Mã quốc gia UNDP LAT   | Mã quốc gia WMO LV                 | Tiền tố callsign ITU YLA-YLZ     |

## Liban
| ISO 3166-1 numeric 422        | ISO 3166-1 alpha-3 LBN | ISO 3166-1 alpha-2 LB              | Tiền tố mã sân bay ICAO OL       |
| Mã E.164 +961                 | Mã quốc gia IOC LBN    | Tên miền quốc gia cấp cao nhất .lb | Tiền tố đăng ký sân bay ICAO OD- |
| Mã quốc gia di động E.212 415 | Mã ba ký tự NATO LBN   | Mã hai ký tự NATO (lỗi thời) LE    | Mã MARC LOC LE                   |
| ID hàng hải ITU 450           | Mã ký tự ITU LBN       | Mã quốc gia FIPS LE                | Mã biển giấy phép RL             |
| Tiền tố GTIN GS1 528          | Mã quốc gia UNDP LEB   | Mã quốc gia WMO LB                 | Tiền tố callsign ITU ODA-ODZ     |

## Lesotho
| ISO 3166-1 numeric 426        | ISO 3166-1 alpha-3 LSO | ISO 3166-1 alpha-2 LS              | Tiền tố mã sân bay ICAO FX       |
| Mã E.164 +266                 | Mã quốc gia IOC LES    | Tên miền quốc gia cấp cao nhất .ls | Tiền tố đăng ký sân bay ICAO 7P- |
| Mã quốc gia di động E.212 651 | Mã ba ký tự NATO LSO   | Mã hai ký tự NATO (lỗi thời) LT    | Mã MARC LOC LO                   |
| ID hàng hải ITU 644           | Mã ký tự ITU LSO       | Mã quốc gia FIPS LT                | Mã biển giấy phép LS             |
| Tiền tố GTIN GS1 —            | Mã quốc gia UNDP LES   | Mã quốc gia WMO LS                 | Tiền tố callsign ITU 7PA-7PZ     |

## Liberia
| ISO 3166-1 numeric 430        | ISO 3166-1 alpha-3 LBR | ISO 3166-1 alpha-2 LR              | Tiền tố mã sân bay ICAO GL                                      |
| Mã E.164 +231                 | Mã quốc gia IOC LBR    | Tên miền quốc gia cấp cao nhất .lr | Tiền tố đăng ký sân bay ICAO EL-                                |
| Mã quốc gia di động E.212 618 | Mã ba ký tự NATO LBR   | Mã hai ký tự NATO (lỗi thời) LI    | Mã MARC LOC LB                                                  |
| ID hàng hải ITU 636, 637      | Mã ký tự ITU LBR       | Mã quốc gia FIPS LI                | Mã biển giấy phép LB                                            |
| Tiền tố GTIN GS1 —            | Mã quốc gia UNDP LIR   | Mã quốc gia WMO LI                 | Tiền tố callsign ITU 5LA-5MZ, 6ZA-6ZZ, A8A-A8Z D5A-D5Z, ELA-ELZ |

## Libya
| ISO 3166-1 numeric 434        | ISO 3166-1 alpha-3 LBY | ISO 3166-1 alpha-2 LY              | Tiền tố mã sân bay ICAO HL       |
| Mã E.164 +218                 | Mã quốc gia IOC LBA    | Tên miền quốc gia cấp cao nhất .ly | Tiền tố đăng ký sân bay ICAO 5A- |
| Mã quốc gia di động E.212 606 | Mã ba ký tự NATO LBY   | Mã hai ký tự NATO (lỗi thời) LY    | Mã MARC LOC LY                   |
| ID hàng hải ITU 642           | Mã ký tự ITU LBY       | Mã quốc gia FIPS LY                | Mã biển giấy phép LAR            |
| Tiền tố GTIN GS1 624          | Mã quốc gia UNDP LIB   | Mã quốc gia WMO LY                 | Tiền tố callsign ITU 5AA-5AZ     |

## Liechtenstein
| ISO 3166-1 numeric 438        | ISO 3166-1 alpha-3 LIE | ISO 3166-1 alpha-2 LI              | Tiền tố mã sân bay ICAO —            |
| Mã E.164 +423                 | Mã quốc gia IOC LIE    | Tên miền quốc gia cấp cao nhất .li | Tiền tố đăng ký sân bay ICAO HB-     |
| Mã quốc gia di động E.212 295 | Mã ba ký tự NATO LIE   | Mã hai ký tự NATO (lỗi thời) LS    | Mã MARC LOC LH                       |
| ID hàng hải ITU 252           | Mã ký tự ITU LIE       | Mã quốc gia FIPS LS                | Mã biển giấy phép FL                 |
| Tiền tố GTIN GS1 —            | Mã quốc gia UNDP LIE   | Mã quốc gia WMO —                  | Tiền tố callsign ITU HB / HB0 / HB3Y |

## Litva
| ISO 3166-1 numeric 440        | ISO 3166-1 alpha-3 LTU | ISO 3166-1 alpha-2 LT              | Tiền tố mã sân bay ICAO EY       |
| Mã E.164 +370                 | Mã quốc gia IOC LTU    | Tên miền quốc gia cấp cao nhất .lt | Tiền tố đăng ký sân bay ICAO LY- |
| Mã quốc gia di động E.212 246 | Mã ba ký tự NATO LTU   | Mã hai ký tự NATO (lỗi thời) LH    | Mã MARC LOC LI                   |
| ID hàng hải ITU 277           | Mã ký tự ITU LTU       | Mã quốc gia FIPS LH                | Mã biển giấy phép LT             |
| Tiền tố GTIN GS1 477          | Mã quốc gia UNDP LIT   | Mã quốc gia WMO LT                 | Tiền tố callsign ITU LYA-LYZ     |

## Luxembourg
| ISO 3166-1 numeric 442        | ISO 3166-1 alpha-3 LUX | ISO 3166-1 alpha-2 LU              | Tiền tố mã sân bay ICAO EL       |
| Mã E.164 +352                 | Mã quốc gia IOC LUX    | Tên miền quốc gia cấp cao nhất .lu | Tiền tố đăng ký sân bay ICAO LX- |
| Mã quốc gia di động E.212 270 | Mã ba ký tự NATO LUX   | Mã hai ký tự NATO (lỗi thời) LU    | Mã MARC LOC LU                   |
| ID hàng hải ITU 253           | Mã ký tự ITU LUX       | Mã quốc gia FIPS LU                | Mã biển giấy phép L              |
| Tiền tố GTIN GS1 540-549      | Mã quốc gia UNDP LUX   | Mã quốc gia WMO BX                 | Tiền tố callsign ITU LXA-LXZ     |